# Jürgen Brecht
Jürgen Brecht (* 1. März 1940 in Speyer) ist ein ehemaliger deutscher Fechter, der mehrfacher deutscher Meister war, als erster Deutscher nach dem Krieg erfolgreich an einer Weltmeisterschaft teilnahm und bei den Olympischen Spielen 1960 mit der Mannschaft die Bronzemedaille gewann. Dafür wurden er und die Mannschaft (Jürgen Theuerkauff, Eberhard Mehl, Tim Gerresheim, Dieter Schmitt und Toni Stock) am 9. Dezember 1960 mit dem Silbernen Lorbeerblatt ausgezeichnet.

## Sportliche Laufbahn
Brecht kam durch Kurt Noé im Jahre 1950 zum Fechten. Bereits 1954 war er in der Endrunde der Pfalzmeisterschaften, die er in den nächsten Jahren in allen drei Waffen (Florett, Degen, Säbel) regelmäßig gewann. Von 1957 bis 1967 nahm er an elf Deutschen Meisterschaften teil. Die Jahre 1959 bis 1962, in denen er für den Fechtclub Kurpfalz antrat, waren die erfolgreichsten in der Sportkarriere von Jürgen Brecht.
Als damals 19-Jähriger erreichte Brecht als erster Deutscher nach dem Weltkrieg ein Weltmeisterschaftsfinale (Fechtweltmeisterschaften 1959 in Budapest). Zuletzt hatte vor ihm der legendäre Erwin Casmir 1936 eine Finalteilnahme geschafft. Zusammen mit der Mannschaft wurde Brecht in Budapest Vizemeister.
Seine beste Einzelleistung war ein dritter Platz bei den Welt-Titelkämpfen 1962 in Buenos Aires im Florettfechten, hinter dem Weltmeister German Sweschnikow (UdSSR) und dem Polen Witold Woyda. Seine Bronzemedaille 1962 und die Silbermedaille mit der Mannschaft 1959 waren damals die einzigen Medaillen der Herren, die die später erfolgsverwöhnten deutschen Fechter von diesen Weltmeisterschaften nach Hause brachten.
Mit der Mannschaft Jürgen Theuerkauff, Eberhard Mehl, und Tim Gerresheim gewann er die Bronzemedaille bei den Olympischen Spielen 1960 in Rom und ist auch heute noch der einzige Pfälzer Fechter, der an Olympischen Spielen teilgenommen hat (Rom 1960, Tokio 1964 und Mexiko 1968).
Jürgen Brecht wurde in 80 Länderkämpfen eingesetzt und bestritt zahlreiche nationale und internationale Turniere. So war er zweimal Deutscher Juniorenmeister im Florett, einmal Deutscher Juniorenmeister im Degen und dreimal Deutscher Meister der Aktiven.

### Einzelerfolge
- 1962 Bronze WM Buenos Aires

### Mannschaftserfolge
- 1959 Silber WM Budapest
- 1960 Bronze Olympische Spiele Rom

## Berufliche Laufbahn
1962/63 machte er sein Diplom als Fechtmeister am französischen „Nationalen Sportinstitut Joinville“ bei Paris und begann 1964 an der Sporthochschule in Köln sein Studium, das er 1969 als Diplomsportlehrer abschloss.
Jürgen Brecht war Leiter des Sportreferats der BASF.

## Auszeichnungen
- Träger des Silbernen Lorbeerblattes